# Jakub Jugas
Jakub Jugas (Otrokovice, 5 maggio 1992) è un calciatore ceco, difensore del KS Cracovia.

## Carriera

### Club
Ha sempre giocato nel campionato di casa.

### Nazionale
Con la nazionale Under-21 del proprio paese ha disputato i campionati europei di categoria nel 2015.

## Palmares

### Competizioni nazionali
- Coppa della Repubblica Ceca: 2

Zlin: 2016-2017
Slavia Praga: 2017-2018